# Diplazium divergens
Diplazium divergens är en majbräkenväxtart som beskrevs av Eduard Rosenstock.
Diplazium divergens ingår i släktet Diplazium och familjen Athyriaceae. Inga underarter finns listade i Catalogue of Life.